# Carl Fredrik König
Carl Fredrik König, född 6 oktober 1767, död 2 oktober 1858, var en svensk officer och kartograf. Han blev känd som Gustav III:s spion.

## Biografi
König kom från en adelsläkt och växte upp i Stockholm. Både hans far och farfar var framgångsrika affärsmän. Farfadern Henrik König var en av grundarna av Svenska ostindiska kompaniet och 1731 dess förste direktör. Fadern Christian Adolf König var grosshandlare i Stockholm och delägare i Mariebergs porslinsfabrik, men förlorade genom olyckliga spekulationer 1780 sin förmögenhet och flyttade utomlands. 
Carl Fredrik König fick 1782 anställning som page hos Hedvig Elisabet Charlotta, maka till Gustav III:s bror Hertig Karl. Året därpå blev han genom hertigens försorg utnämnd till kornett vid Livregementets kyrassiärkår. Han deltog i svensk-ryska kriget och blev 1790 utnämnd till löjtnant vid regementet och senare till ryttmästare från 1801 och major 1809-1813. 
I Franska Revolutionens inledning hade kung Gustav III planer på att intervenera på rojalisternas sida. Två spioner skickades på Gustav III:s befallning till Frankrike. Deras uppgift var att rekognoscera och kartlägga ett område mellan Le Havre i Normandie och Paris och bereda vägen för en svensk invasion. Gustav III:s mål med den planerade aktionen var att rädda den franska monarkin. En av de båda spionerna var Carl Fredrik König.
König var amatörviolinist och invaldes som ledamot nummer 145 i Kungliga Musikaliska Akademien 1794. Han blev även ledamot av Kungliga Krigsvetenskapsakademien 1796. Han blev 1813 ägare till Vällinge gård i Salems socken och utvecklade gårdens drift bland annat genom en större vattenkvarn. Han behöll gården fram till sin död 1858. Han var bror till LMA 118 Johan Adolph Benjamin König.